# Taishō-ku (Osaka)
Taishō-ku (jap. 大正区) ist einer von 24 Stadtbezirken (ku) von Osaka, Japan.

## Geschichte
Der Stadtbezirk entstand 1932 aus Teilen von Minato-ku.

## Verkehr

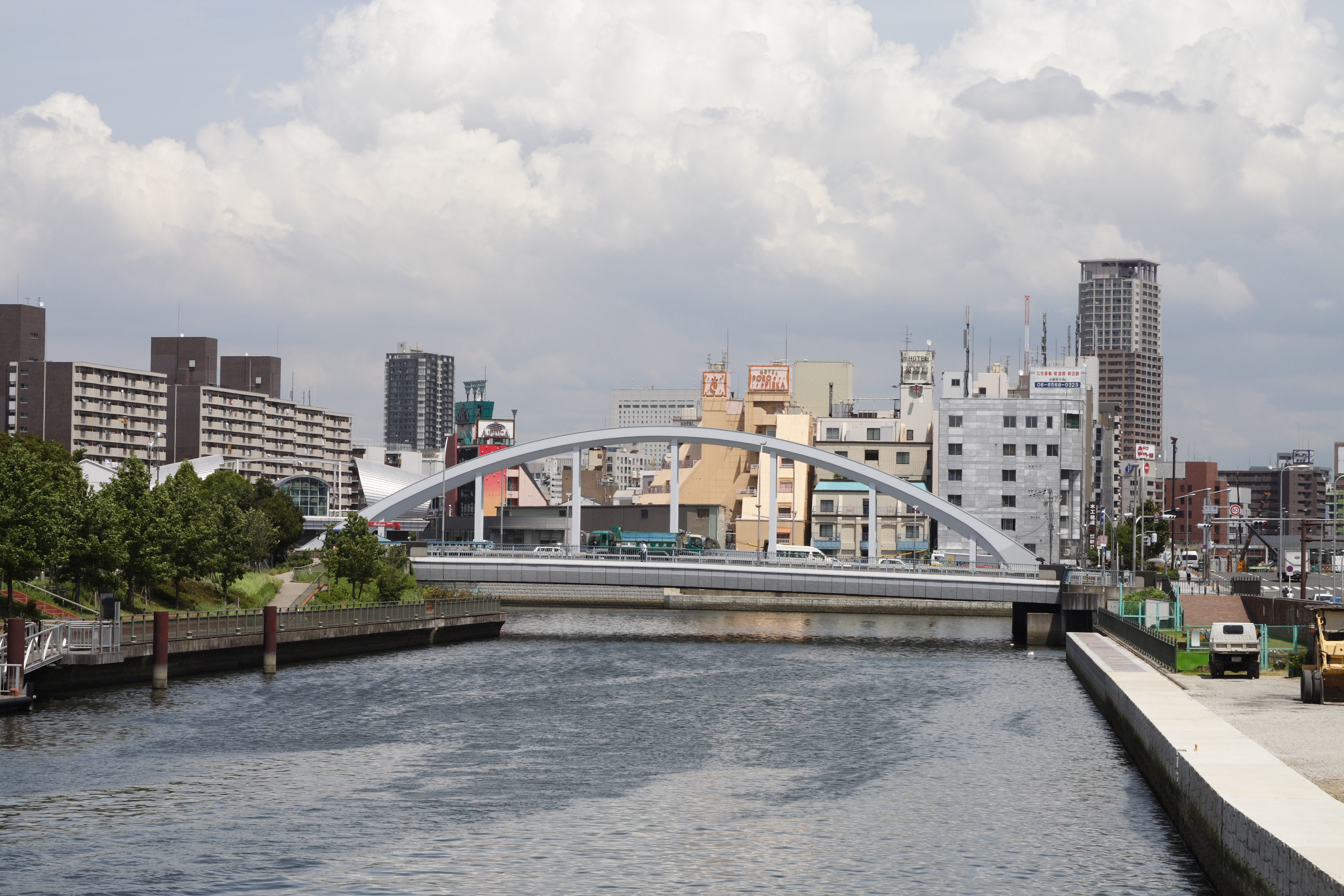
Die Iwamatsu-Brücke in Taishō

Der Bahnhof Taishō der Osaka-Ringlinie und die U-Bahn der Nagahori-Tsurumi-Ryokuchi-Linie befinden sich im Norden des Stadtbezirks. Der Rest des Gebiets wird von Buslinien der städtischen Transportgesellschaft abgedeckt. Da der Bezirk von Flüssen mit wenigen Fußgängerbrücken umgeben ist, hat die Stadt Fährdienste eingerichtet.

## Einrichtungen
- Städtische Osakō-Taishō-Bibliothek (大阪市立大正図書館)
- Berg Shōwa (Chishima-Park) (昭和山 (千島公園))
- Sporthalle Azalea Taishō (アゼリア大正)
- Marine Tennis Park Kitamura (マリンテニスパーク・北村)
- Taishō-Krankenhaus (大正病院)
- Saiseikai-Izuo-Krankenhaus der Präfektur Osaka (大阪府済生会泉尾病院)
- Chishima Garden Mall (Einkaufscenter, 千島ガーデンモール)
- IKEA-Haus (Tsuruhama)

## Stadtteile
Die Stadtteile innerhalb des Taishō-ku sind in lateinisch-alphabetischer Reihenfolge:
Chishima (千島),
Funamachi (船町),
Hirao (平尾),
Izuo (泉尾),
Kitamura (北村),
Kita-Okajima (北恩加島),
Kobayashi-Higashi (小林東),
Kobayashi-Nishi (小林西),
Minami-Okajima (南恩加島),
Sangen’ya-Higashi (三軒家東),
Sangen’ya-Nishi (三軒家西) und
Tsurumachi (鶴町).